# Karl av Mecklenburg (1785–1837)
Karl Fredrik August av Mecklenburg-Streilitz, född 30 november 1785, död 21 september 1837, var en mecklenburgsk hertig och preussisk militär. Han var son till Karl II av Mecklenburg-Strelitz och Charlotte av Hessen-Darmstadt.
Karl blev 1815 chef för preussiska gardet, 1817 medlem av statsrådet, 1825 general och 1827 president i statsrådet. Efter Karl August von Hardenbergs död anses Karl på ett avgörande sätt påverkat politiken i absolutistisk riktning, Under olika signaturer uppträdde han även som dramatisk författare.